# Mirognathus
Mirognathus is een monotypisch geslacht van straalvinnige vissen uit de familie van gladkopvissen (Alepocephalidae). Het geslacht is voor het eerst wetenschappelijk beschreven in 1951 door Parr.

## Soort
- Mirognathus normani Parr, 1951